# Cộng đoàn Taizé

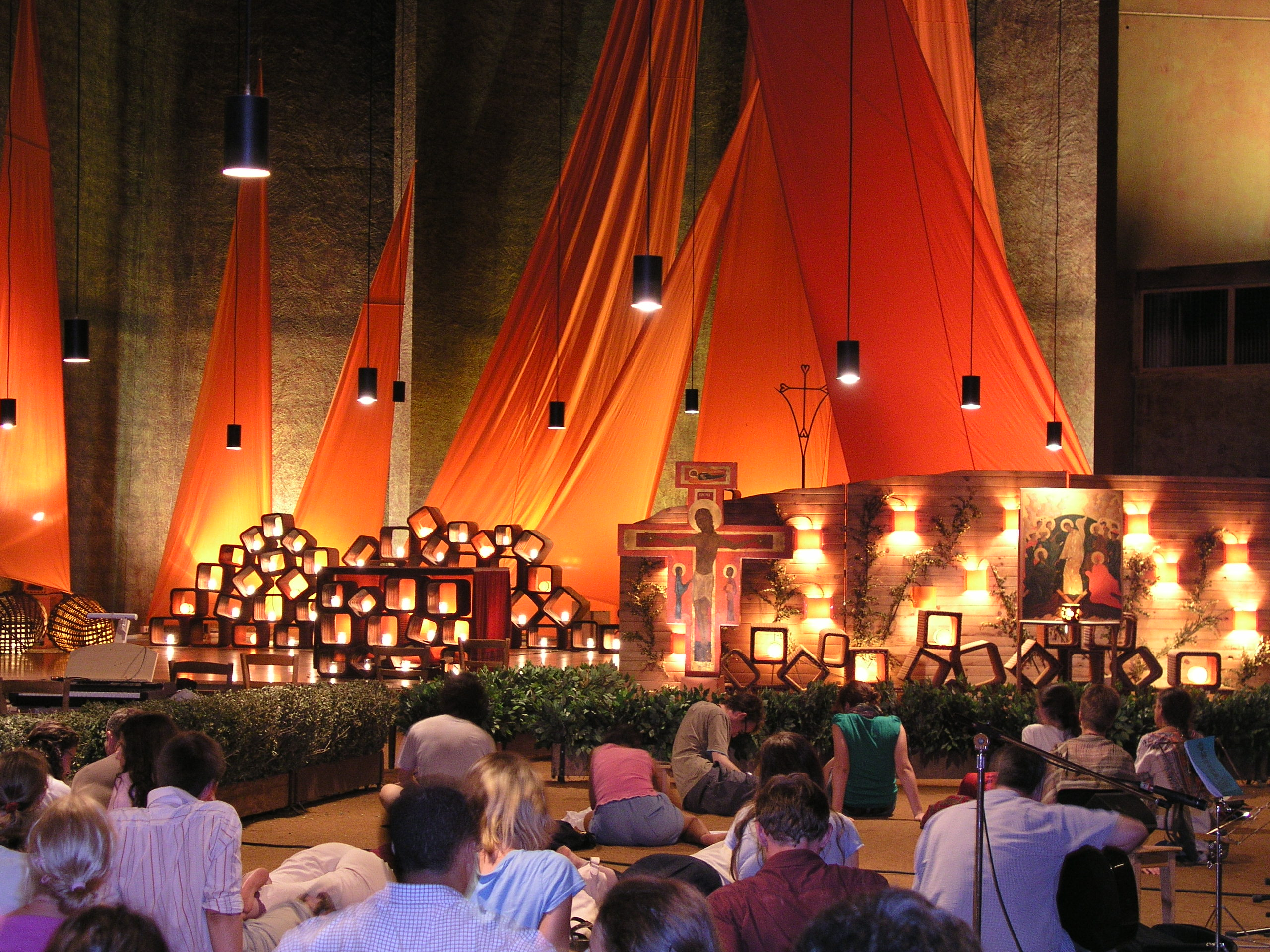
Một buổi cầu nguyện tại Taizé

Cộng đoàn Taizé (tiếng Pháp: Communauté de Taizé) là một tu hội đại kết tại làng Taizé, Saône-et-Loire, Burgundy, nước Pháp. Cộng đoàn này hiện bao gồm hàng trăm anh em tu sĩ thuộc Công giáo và Tin lành đến từ khoảng ba mươi quốc gia trên toàn thế giới. Được thành lập vào năm 1940 bởi thầy Roger Schutz - một người Tin Lành, lý tưởng của cộng đoàn Taizé là cổ võ mạnh mẽ cho nền công lý và hòa bình của thế giới thông qua việc cầu nguyện và chiêm niệm. Những hướng dẫn cho đời sống cộng đoàn được nêu trong Quy định Taizé (The Rule of Taizé) do Thầy Roger viết và xuất bản lần đầu bằng tiếng Pháp vào năm 1954.
Taizé đã trở thành một trong những địa điểm hành hương Kitô giáo quan trọng nhất trên thế giới, đặc biệt tập trung vào giới trẻ. Hơn 100.000 người trẻ từ khắp nơi trên thế giới hành hương đến Taizé mỗi năm để cầu nguyện, học Kinh Thánh, chia sẻ và làm việc chung cho cộng đoàn. Thông qua ý hướng đại kết của cộng đoàn, họ được khuyến khích sống trong tinh thần đơn giản, bác ái và hòa giải. Nhà thờ của cộng đồng, Nhà thờ Hòa giải, được khánh thành vào ngày 6 tháng 8 năm 1962. Nó được thiết kế bởi một thành viên và kiến trúc sư của Taizé, Thầy Denis. Những người Đức trẻ tuổi từ Cơ quan Hòa giải Hành động vì Hòa bình (Action Reconciliation Service for Peace), được thành lập để hòa giải sau Thế chiến thứ hai, đã đảm nhận công việc xây dựng nó.
Nhờ sự cam kết của người sáng lập, kể từ khi thành lập, cộng đồng đã phát triển thành một địa điểm quan trọng cho chủ nghĩa đại kết Công giáo-Lutheran. Một người Công giáo, Thầy Alois, đã kế nhiệm trở thành Bề trên của cộng đoàn, sau khi người tiền nhiệm là Thầy Roger qua đời vào năm 2005. Năm 2023, Thầy Alois tuyên bố từ nhiệm và được Thầy Matthew kế nhiệm vào ngày 2 tháng 12 năm 2023.

## Lịch sử

### Khởi đầu
Năm 1940, Roger Schütz tròn 25 tuổi, ông đã có những suy tư về ý nghĩa đích thực của cuộc sống theo Kinh Thánh khiến ông luôn bị thôi thúc quyết tâm thành lập một cộng đoàn sống đời sống Kitô hữu thực thụ. Thời gian này cũng đang xảy ra Chiến tranh thế giới thứ hai, ông cho rằng Thụy Sĩ, nơi ông sinh ra, là một quốc gia trung lập nên ít bị ảnh hưởng bởi chiến tranh, còn nước Pháp lại là nơi đang chịu rất nhiều đau khổ. Vì thế, ông quyết định rời Thụy Sĩ để sang Pháp thực hiện những dự định của mình. Roger dừng lại và bắt đầu công việc ở những ngôi làng nhỏ của Taizé, là vùng giáp ranh với biên giới chiến sự. Tháng 9 năm 1940, Roger mua được một căn nhà nhỏ trong vùng này làm nơi dành cho những người tị nạn chiến tranh trú ẩn, có cả người Do Thái. Ông còn nhờ thêm bạn bè từ Genève sang hỗ trợ công việc y tế và hậu cần. Ngày 11 tháng 11 năm 1942, Gestapo của Đức quốc xã đã chiếm lấy nhà của Roger trong khi ông đang ở Thụy Sĩ để vận động gây quỹ cho hoạt động của mình. Chính vì thế, Roger đã không thể trở về ngôi nhà ở Taizé nữa cho đến tận mùa thu năm 1944, khi nước Pháp được giải phóng.
Năm 1945, một luật sư trẻ trong vùng quyết định thành lập một nhóm hội tập hợp những trẻ em bị mồ côi cha mẹ trong chiến tranh. Roger đề nghị họ nhận nuôi các em tại nhà Taizé nhưng bị từ chối. Ông lại một lần nữa nhờ những người ở Genève quay lại để nhận nuôi những đứa trẻ này. Dần dần, nhà Taizé tiếp nhận thêm rất nhiều người cơ nhỡ. Lễ Phục Sinh năm 1949, đã có bảy người trong số họ cam kết cùng nhau sống đời độc thân tận hiến trong điều kiện sống giản dị nhất. "Những quy định của Taizé" được Roger viết vào năm 1952-1953 là bản quy định đầu tiên và cơ bản của cộng đoàn Taizé ngày nay.

### Sự phát triển và hiện trạng
Những năm sau đó có thêm nhiều người khác gia nhập. Năm 1969, một bác sĩ trẻ người Bỉ đã trở tu sĩ Công giáo đầu tiên cam kết tận hiến cuộc đời mình cho cộng đoàn Taizé. Càng về sau càng có thêm các tu sĩ khác từ Tin Lành, Anh giáo và Công giáo gia nhập cộng đoàn. Các anh em tu sĩ của Taizé đã thực hiện các chuyến đi viện trợ cho người dân ở cả nông thôn và đô thị . Họ bắt đầu hình thành nên các "huynh đoàn" ở các thành phố khác nhau. Kể từ năm 1951, các tu sĩ lưu lại ngắn ngày hoặc dài ngày trong các huynh đoàn nhỏ giữa những người nghèo ở: Ấn Độ (chủ yếu là Calcutta), Bangladesh, Philippines, Algérie, Cuba, Hàn Quốc, Brasil, Kenya, Senegal và Hoa Kỳ (chủ yếu ở khu vực Hell's Kitchen của Manhattan, Thành phố New York).
Tháng 1 năm 1998, thầy Roger đã chỉ định thầy Alois Löser - một người Công giáo gốc Đức - làm người sẽ kế nhiệm mình. Thầy Roger qua đời vào ngày 16 tháng 8 năm 2005, từ đó, thầy Alois lên làm bề trên tổng quyền của Cộng đoàn Taizé. Cuối năm 2010, cộng đoàn đã có khoảng 100 tu sĩ đến từ Tin Lành và Công giáo.
Vào tháng 8 năm 2005, Thầy Roger, 90 tuổi, bị một phụ nữ mắc bệnh tâm thần dùng dao đâm chết. Trong tang lễ của mình, Thầy Roger đã thực hiện được giấc mơ đại kết. Chủ trì tang lễ của ông là chủ tịch hội đồng Vatican về sự hiệp nhất các Kitô hữu, Đức Hồng Y Walter Kasper. Giám mục Anh giáo Nigel McCulloch của Manchester, Anh, người đại diện cho Rowan Williams, Tổng Giám mục Canterbury, đọc bài đọc một bằng tiếng Anh. Bài đọc hai được đọc bằng tiếng Pháp bởi Linh mục Jean-Arnold de Clermont, chủ tịch Hội đồng các Giáo hội Châu Âu, và bằng tiếng Đức bởi Đức Giám mục Wolfgang Huber, người đứng đầu Giáo hội Tin Lành ở Đức. Các hồng y và tổng giám mục, Chính thống giáo, Anh giáo và các nhà lãnh đạo tôn giáo khác cũng như các chính trị gia quốc tế đã cùng các Kitô hữu cầu nguyện trong lễ tang, trong đó có Tổng thống Đức, Horst Köhler, và Tổng giám mục Paris đã nghỉ hưu, Jean-Marie Lustiger. Đám tang của Thầy có khoảng 10.000 người tham dự.
Vào năm 2010, nhân dịp kỷ niệm 70 năm thành lập Taizé, 5 năm sau khi Thầy Roger mất, các thông điệp đại kết về tình yêu và phép lành đã được nhận từ rất nhiều các nhà lãnh đạo các giáo hội giáo hội nhưː
- Đức Giáo Hoàng Bênêđíctô XVI
- Thượng phụ Bartholomew của Constantinople
- Đức Thượng phụ Kirill của Moscow
- Tổng giám mục Canterbury, Rowan Williams
- Tổng thư ký Liên đoàn Thế giới Lutheran, Ishmael Noko
- Tổng thư ký Hiệp hội các Giáo hội Cải cách Thế giới, Setri Nyomi
- Tổng thư ký Hội đồng Giáo hội Thế giới, Olav Fykse Tveit
- Tổng giám mục York, John Sentamu
- Tổng giám mục Anh giáo của Cape, Thabo Cecil Makgoba
- Chủ tịch Hội đồng Giám mục Đức, Đức Tổng Giám mục Robert Zollitsch
- Chủ tịch Hội đồng Giám mục Hà Lan Ad van Luyn
- Chủ tịch Cộng đồng các Giáo hội Thiên chúa giáo ở bang Vaud, Mục sư Martin Hoegger.[9][10]

Vào cuối năm 2010, cộng đoàn bao gồm khoảng một trăm tu sĩ, bao gồm cả Tin Lành và Công giáo, đến từ khoảng ba mươi quốc gia trên thế giới. Từ năm 2005 đến năm 2023, cộng đoàn được lãnh đạo bởi Thầy Alois, một người Công giáo gốc Đức, được Thầy Roger bổ nhiệm trước khi qua đời. Sau khi tham khảo ý kiến các anh em trong cộng đoàn, Thầy Alois đã bổ nhiệm Thầy Matthew, một người Anh giáo, kế nhiệm thầy vào tháng 12 năm 2023

Trung tâm đón khách (được gọi là "Casa"), với tháp chuông đồng hồ ở bên phải.

## Các thành phần

### Âm nhạc và cầu nguyện

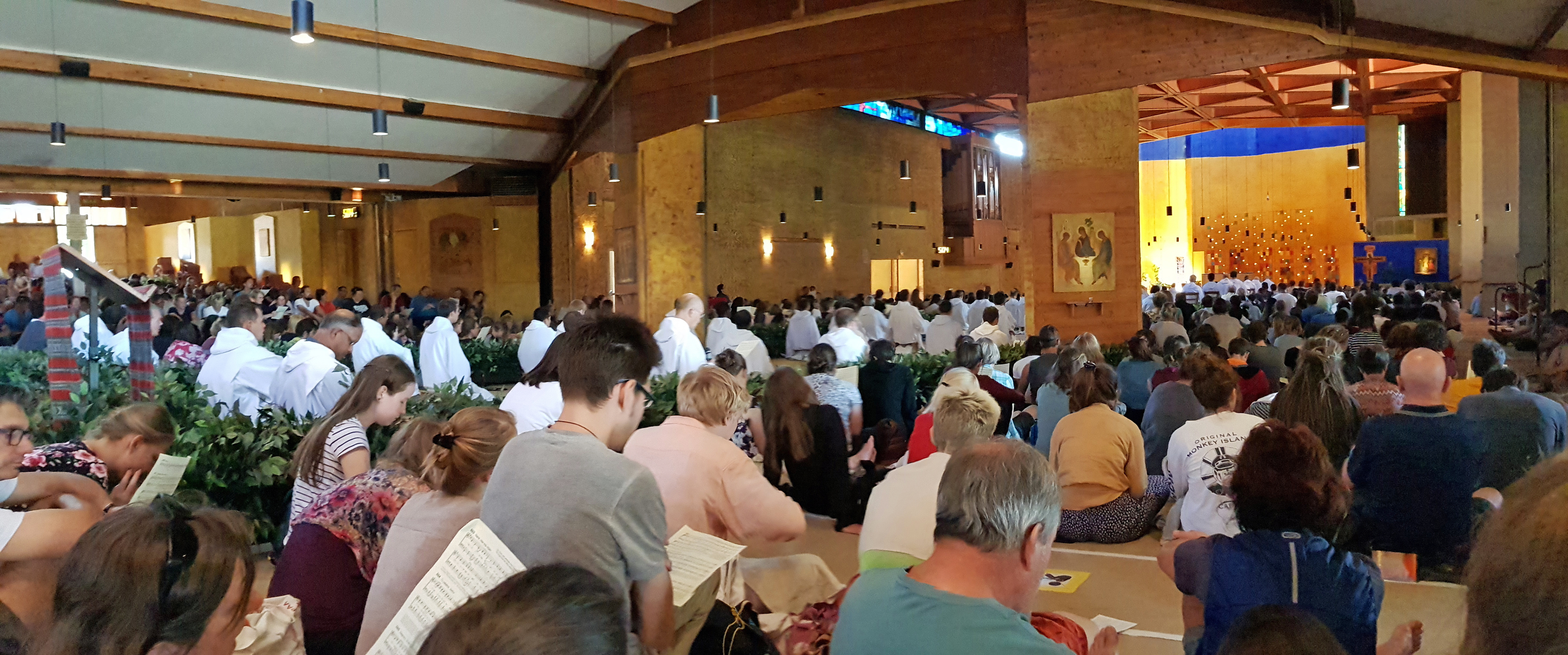
Cầu nguyện tại Nhà thờ Hòa giải tại Taizé

Cộng đoàn dù có nguồn gốc từ Tây Âu, đã tìm được cách để hòa hợp con người và truyền thống trên toàn thế giới. Họ đã chứng minh được điều này trong âm nhạc và những lời cầu nguyện, trong đó các bài hát được hát bằng nhiều ngôn ngữ, đồng thời bao gồm các bài thánh ca và icon từ truyền thống Chính thống giáo Đông phương.
Âm nhạc nhấn mạnh những cụm từ đơn giản, thường là những câu trong sách Thánh Vịnh hoặc các đoạn Kinh thánh khác, được lặp lại và đôi khi cũng được hát theo kiểu bè đuổi. Trước đó âm nhạc cộng đoàn Taizé được sáng tác bởi Jacques Berthier. Sau này Joseph Gelineau trở thành người đóng góp lớn cho các bài hát ở đây.
Các buổi lễ đại kết dựa trên mô hình và âm nhạc Taizé được tổ chức ở nhiều nhà thờ trên khắp thế giới.

## Cuộc gặp gỡ của người trẻ

### Ở Taizé

Những nhóm thảo luận nhỏ

Trong năm, các cuộc gặp gỡ dành cho thanh niên từ 17 đến 35 tuổi (và trong một số giới hạn nhất định, dành cho người lớn và gia đình có trẻ em) diễn ra tại Taizé. Số lượng du khách lên tới hơn 5.000 trong mùa hè và lễ Phục sinh. Các cuộc gặp mặt thường kéo dài từ Chủ nhật này đến Chủ nhật kế, tuy nhiên cũng có thể chỉ vài ngày, hoặc đối với thanh niên tình nguyện thì lâu hơn.
Một số sơ cũng giúp điều hành các buổi gặp gỡ. Tuy nhiên, họ không phải là "Sơ Taizé". Các nữ tu này đến từ nhiều dòng khác nhau, nổi bật nhất là Dòng Công giáo Thánh Andrew từ Bỉ. Các nữ tu của Thánh Andrew sống ở làng Ameugny lân cận.

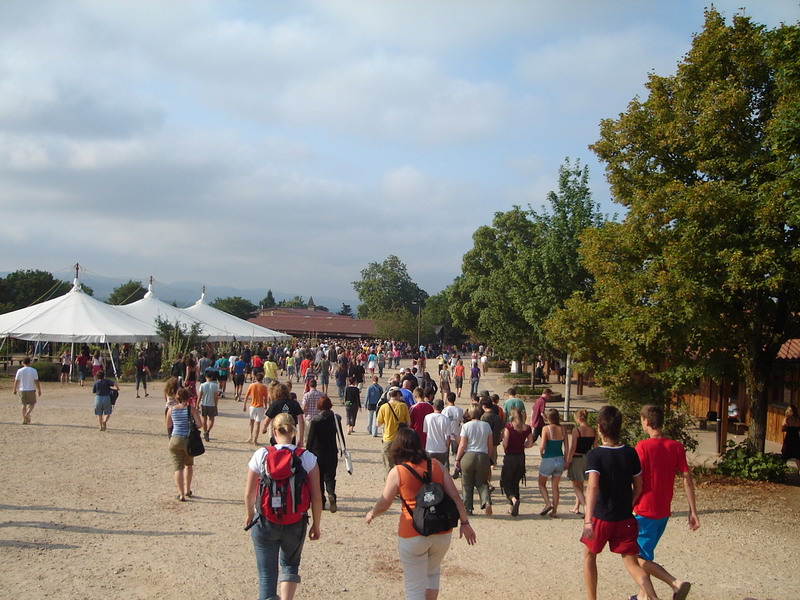
Người hành hương đi lấy thức ăn

Lịch trình của một ngày điển hình trong các buổi gặp mặt người trẻː
- Cầu nguyện buổi sáng
- Bữa sáng
- Phần giới thiệu Kinh Thánh với một thầy trong cộng đoàn, sau đó là suy ngẫm trong thinh lặng hoặc thảo luận nhóm nhỏ
- Cầu nguyện giữa trưa
- Bữa trưa
- Tập hát (không bắt buộc)
- Công việc thực tế
- Giờ trà
- Hội thảo (không bắt buộc)
- Bữa tối
- Cầu nguyện buổi tối
- Tụ họp thân mật tại Oyak, khu vực chung tại Taizé (không bắt buộc)

Buổi cầu nguyện buổi tối được phát sóng vào thứ Bảy hàng tuần lúc 22:00 giờ Trung Âu bởi đài phát thanh Domradio của Đức và cung cấp trực tuyến dưới dạng podcast.

### Trên thế giới

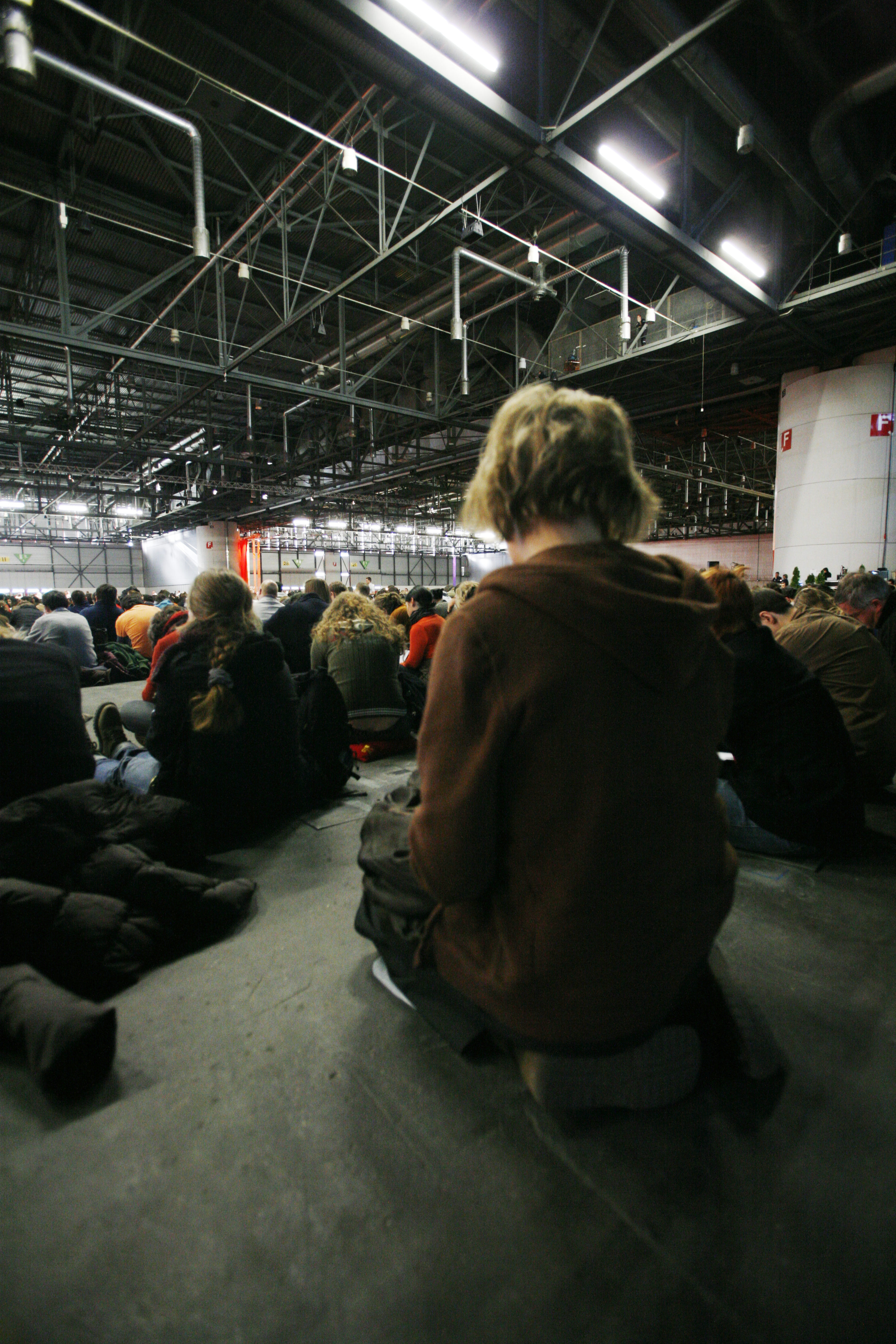
Meeting Taizé Châu Âu 2007 tại Geneva

Cộng đoàn Taizé cố gắng gửi những người hành hương từ các cuộc gặp gỡ giới trẻ trở về nhà thờ địa phương, đến các giáo xứ, nhóm hoặc cộng đoàn của họ, để cùng với nhiều người khác thực hiện một "Chuyến hành hương của Niềm tin trên Trái đất". Hàng năm vào dịp Tết Dương Lịch (thường từ 28/12 đến 1/1), một cuộc gặp gỡ được diễn ra tại một thành phố lớn ở châu Âu thu hút hàng chục nghìn bạn trẻ. Nó được tổ chức bởi các thầy thuộc Cộng đoàn Taizé, các nữ tu của Thánh Andrew và các tình nguyện viên trẻ từ khắp Châu Âu và từ thành phố đăng cai. Những người tham gia ở với các gia đình địa phương, hoặc những chỗ ở theo nhóm rất đơn giản. Vào buổi sáng, họ tham gia một chương trình do giáo xứ gần nơi ở nhất của họ tổ chức. Đối với bữa ăn trưa, tất cả những người tham gia sẽ đi đến một địa điểm trung tâm, thường là các phòng triển lãm địa phương. Sau bữa ăn là lời cầu nguyện chung, và buổi chiều được dành cho các buổi hội thảo về các chủ đề đức tin, nghệ thuật, chính trị và xã hội. Vào buổi tối, mọi người lại gặp nhau để dùng bữa và cầu nguyện buổi tối.
Trong "Bức thư chưa hoàn thành", được xuất bản sau khi qua đời, Thầy Roger đã đề xuất "mở rộng" "Cuộc hành hương của niềm tin" bắt nguồn từ cộng đoàn Taizé. Kết quả là, các cuộc gặp gỡ quốc tế dành cho giới trẻ đã bắt đầu diễn ra, bắt đầu từ Kolkata ở Ấn Độ vào năm 2006. Chương trình này gần giống với các cuộc gặp gỡ ở Châu Âu, mặc dù một số khía cạnh, chẳng hạn như các bài hát, thường được điều chỉnh cho phù hợp với văn hóa địa phương.